# واين إتش بيج
واين إتش بيج (بالإنجليزية: Wayne H. Page)‏ هو مهندس أمريكي، ولد في 25 سبتمبر 1922 في Hyde Park (town), Vermont ‏ في الولايات المتحدة، وتوفي في 26 مارس 2001 في برلينغتون في الولايات المتحدة.